# منطقة خط أنبعاثات نووي منخفض التأين

مجرة مسييه 104 مجرة سومبريرو مجرة لاينر.

منطقة خط أنبعاثات نووي منخفض التأين (بالإنجليزية: Low-ionization nuclear emission-line region)‏ (LINER) أو مجرات لاينر هي منطقة غازية شائعة في مراكز أنواع كثيرة من المجرات.يتم تحديدها من خلال انبعاث خط الطيف.وتشمل الأطياف عادة خط انبعاثات من تأين ضعيف أو ذرات محايدة، مثل أكسجين، O+, N+، وS+.بالمقابل انبعاث الخط الطيفي من الذرات المتأينة بقوة، مثل O++, Ne++، وHe+، هي أيضا ضعيفة نسبيا.
تم تعريف هذة الفئة من النوى المجرية لأول مرة من قبل الفلكي تميثي هكمان في السلسلة الثالثة من أوراق بحثية عن أطياف نوات المجرات التي نشرت في عام 1980 .

## ديموغرافيت مجرات لاينر
المجرات التي تحتوي على منطقة خط أنبعاثات نووي منخفض التأين LINERs غالبا ما يشار إليها باسم مجرات لاينر. مجرات لاينر شائعة جدا. (المجرات ضمن ما يقرب من 20-40 فرسخ فلكي) ما يقرب من ثلث جميع المجرات القريبة ويمكن تصنيفها مجرات لاينر 
ما يقرب من 75٪ من مجرات لاينر إما مجرات إهليلجية أو مجرات محدبة، منطقة خط أنبعاثات نووي منخفض التأين أيضا قد توجد عادة في مجرات تحت الحمراء ساطعة (LIRGs) .